# 34316 Christineleo
34316 Christineleo este o planetă minoră (asteroid), cu un diametru de 2,521 km, din centura de asteroizi. A fost descoperită pe 26 august 2000 la Experimental Test Site⁠(d) de Lincoln Near-Earth Asteroid Research. 
Obiectul prezintă o orbită caracterizată de o semiaxă mare de 2,3561461 UAi, o excentricitate de 0,13, o înclinație de 6,4426 ° în raport cu ecliptica.